# Квінт Елогій
Квінт Елогій (лат. Quintus Elogius; І ст. до н. е. — І ст. н. е.) — давньоримський історик, автор біографії Квінта Вітеллія, що був квестором за правління імператора Октавіана Августа і родичем імператора Вітеллія. Сам твір не зберігся, але на нього посилається Светоній у написаній ним біографії імператора.
У своїй книзі Квінт Елогій писав, що рід Вітелліїв походить від правителя легендарних аборігінів міфічного царя Фавна і богині Вітелії, які правили Лацієм у далекому минулому. Згодом їхні нащадки переселилися від сабінів до Риму і були зараховані до стану патриціїв. Светоній подає відомості Елогія як одну з двох версій походження роду імператора.

## Зауваження
1. ↑  Про богину Вітелію інших відомостей немає